# 아맨슨족제비여우원숭이
아맨슨족제비여우원숭이(Lepilemur ahmansonorum)는 마다가스카르에서 발견되는 족제비여우원숭이의 일종이다. 비교적 작은 족제비여우원숭이로 전체 몸 길이는 47~54cm이며, 꼬리는 23~25cm이다. 아맨슨족제비여우원숭이는 마다가스카르 서부의 건조한 숲에서 서식한다.
아맨슨족제비여우원숭이은 원래 L. ahmansoni로 명명되었으나, 이름이 잘못 형성된 것으로 밝혀져 2009년에 L. ahmansonorum으로 정정되었다.